# Krzysztof Sapieha (1590-1637)
Pour les articles homonymes, voir Krzysztof Sapieha et Maison Sapieha.
Krzysztof Sapieha (né en 1590, mort le 27 novembre 1637 à Padoue ), magnat polonais, membre de la famille Sapieha, 

## Biographie
Krzysztof est le fils de Mikołaj Pawłowicz Sapieha (mort en 1599) et de Anna Wiśniowiecka.
Dans sa jeunesse, il voyage avec son frère Mikołaj pour étudier à Vienne, Trèves et Mayence en 1608, à Paris en 1609 et 1610, à Madrid en 1611, à Rome en 1612 et à Malte en 1613. Tous deux rentre à Kodeń en octobre 1613. En 1616, cette fois seul, il se rend aux Pays-Bas.
Dans les années 1617-1618, il participe avec son frère Aleksander Kazimierz Sapieha à l'expédition de Ladislas Vasa à Moscou. En 1621, il participe à la Bataille de Khotin.
En récompense de ses services, il reçoit le titre de pannetier de Lituanie (Podstoli wielki litewski) et entre à la diète en 1623. En 1625, il accompagne Ladislas Vasa à Florence. En 1630, il est devient grand pannetier de Lituanie. En 1632, il participe à la Diète de convocation. En 1633, il est nommé échanson de Lituanie (Podczaszy litewski).
En 1637, en raison de sa mauvaise santé, il part pour l'Italie et décède à Padoue le 27 novembre de la même année.

## Mariage
Krzysztof Sapieha épouse Elzbieta Firlej, mais le mariage demeure sans descendance.

## Sources
- Notices d'autorité :   - VIAF
  - Pologne
  - NUKAT

- (lt) Cet article est partiellement ou en totalité issu de l’article de Wikipédia en lituanien intitulé « Kristupas Sapiega » (voir la liste des auteurs).

- (pl) Cet article est partiellement ou en totalité issu de l’article de Wikipédia en polonais intitulé « Krzysztof Sapieha (1590-1637) » (voir la liste des auteurs).